# ویلمینگتون (ورمانت)
ویلمینگتون (به انگلیسی: Wilmington) یک منطقهٔ مسکونی در ایالات متحده آمریکا است که در شهرستان ویندهام، ورمانت واقع شده‌است. ویلمینگتون ۱۰۶٫۹ کیلومتر مربع مساحت و ۲٬۲۵۵ نفر جمعیت دارد و ۴۷۷ متر بالاتر از سطح دریا واقع شده‌است.